# Ammotrechula wasbaueri
Ammotrechula wasbaueri är en spindeldjursart som beskrevs av Roewer 1934. Ammotrechula wasbaueri ingår i släktet Ammotrechula och familjen Ammotrechidae. Inga underarter finns listade i Catalogue of Life.